# American Athletic Conference
Die American Conference (American), vor Juli 2025 als American Athletic Conference bekannt, ist eine aus vierzehn Universitäten bestehende Liga in den Vereinigten Staaten für diverse Sportarten, die in der NCAA spielen.

## Geschichte
Die AAC wurde ursprünglich 1979 als Big East Conference (siehe auch neue Big East Conference) gegründet und hat ihren Sitz in Providence. Die Mehrheit der Ursprungsmitglieder betrieb American Football nicht in der professionellen Form wie verschiedene andere Mitgliedsinstitutionen. Bei der Aushandlung von Fernseh- und Vermarktungsverträgen erwies sich dies über die Jahre als hinderlich, zumal die Mannschaften der alten Big East bei der Vermarktung immer erfolgreicher wurden. Bei verschiedenen Wechseln der Mitgliedschaft von Hochschulmannschaften innerhalb der Conferences der NCAA Division I, insbesondere beim „Realignment“ 2005, kam es daher zu absurden Konstellationen, zumal einzelne Mannschaften der Mitgliedshochschulen der Big East, die nicht den Standards bei der Infrastruktur im American Football entsprachen, den Sport innerhalb anderer Conferences betrieben. Beim Realignment 2010 bis 2013 kam es schließlich zum endgültigen Bruch, bei dem sich die Catholic Seven abspalteten und die Big East Conference unter Mitnahme der Bezeichnung neu gründeten. Die Organisation und Satzung der alten Big East behielten die verbleibenden Mitglieder bei und nannten die Conference in American Athletic Conference um. Neben den Catholic Seven, die den American Football nicht in der Form unterstützten wie die anderen, verließen auch die Syracuse University, University of Pittsburgh, West Virginia University, University of Notre Dame, Loyola University Maryland sowie 2014 die University of Louisville und die Rutgers University die alte Big East Conference. Stattdessen konnte die AAC die University of Central Florida (UCF), University of Houston, Southern Methodist University (SMU), Temple University sowie ab 2014 die East Carolina University, Tulane University und die University of Tulsa hinzugewinnen. Ab 2015 werden im American Football auch die Mannschaften der United States Naval Academy am regulären Spielbetrieb der AAC teilnehmen.
Die AAC hatte ihre erste Änderung in der Kernmitgliedschaft im Juli 2020, als die University of Connecticut (UConn) abreiste, um sich mehreren ihrer historischen Rivalen bei der aktuellen Big East Conference anzuschließen.
Im September 2021 gab die Big 12 Conference bekannt, dass Cincinnati, Houston und UCF die AAC verlassen und sich der Big 12 voraussichtlich im Juli 2023 anschließen würden. Im darauffolgenden Monat kündigte die AAC an, im Juli 2023 sechs Universitäten der Conference USA hinzuzufügen: die University of North Carolina at Charlotte (Charlotte), Florida Atlantic University, die University of North Texas, Rice University, die University of Alabama at Birmingham (UAB) und die University of Texas at San Antonio (UTSA).
Am 1. September 2023 gab die SMU bekannt, dass sie im Juli 2024 an der Atlantic Coast Conference teilnehmen werde. Am 25. Oktober 2023 gab die Konferenz bekannt, dass die United States Military Academy, aus Sportgründen Army genannt, im Juli 2024 als reines Football-Mitglied beitreten wird.
Am 21. Juli 2025 gab die Konferenz bekannt, dass sie das Wort „Athletic“ aus ihrem Namen streicht und zur „American Conference“ wird. Auch das Akronym „AAC“, das eher von den Medien als von der Konferenz selbst verwendet wurde, wurde gestrichen. Die offizielle Kurzform lautet nun „American“.

## Mitglieder
| Universität                                           | Ort               | Teamname         | gegründet | beigetreten | von  | Trägerschaft | Studenten |
| ----------------------------------------------------- | ----------------- | ---------------- | --------- | ----------- | ---- | ------------ | --------- |
| University of North Carolina at Charlotte (Charlotte) | Charlotte (NC)    | 49ers            | 1946      | 2023 1      | CUSA | staatlich    | 30.146    |
| East Carolina University                              | Greenville (NC)   | Pirates          | 1907      | 2014        | CUSA | staatlich    | 21.589    |
| Florida Atlantic University                           | Boca Raton (FL)   | Owls             | 1961      | 2023 2      | CUSA | staatlich    | 30.808    |
| University of Memphis                                 | Memphis (TN)      | Tigers           | 1912      | 2013        | CUSA | staatlich    | 17.963    |
| University of North Texas                             | Denton (TX)       | Mean Green       | 1890      | 2023 3      | CUSA | staatlich    | 42.372    |
| Rice University                                       | Houston (TX)      | Owls             | 1912      | 2023 3      | CUSA | privat       | 7.282     |
| University of South Florida                           | Tampa (FL)        | Bulls            | 1956      | 2005        | CUSA | staatlich    | 36.225    |
| Temple University                                     | Philadelphia (PA) | Owls             | 1884      | 2013 4      | A-10 | staatlich    | 27.725    |
| Tulane University                                     | New Orleans (LA)  | Green Wave       | 1834      | 2014        | CUSA | privat       | 8.352     |
| University of Tulsa                                   | Tulsa (OK)        | Golden Hurricane | 1894      | 2014        | CUSA | privat       | 3.174     |
| University of Alabama at Birmingham (UAB)             | Birmingham (AL)   | Blazers          | 1969      | 2023 1      | CUSA | staatlich    | 22.563    |
| University of Texas at San Antonio (UTSA)             | San Antonio (TX)  | Roadrunners      | 1969      | 2023        | CUSA | staatlich    | 34.742    |
| Wichita State University 5                            | Wichita (KS)      | Shockers         | 1895      | 2017        | MVC  | staatlich    | 14.495    |

.
1Die Charlotte 49ers und die UAB Blazers traten der Konferenz für Männerfußball im Jahr 2022 bei, ein Jahr bevor sie Vollmitglied wurden.

2Die Florida Atlantic Owls traten der Konferenz für Männerfußball und Frauen-Schwimmsport im Jahr 2022 bei, ein Jahr bevor sie Vollmitglied wurden.

3Die North Texas Mean Green und die Rice Owls traten der Konferenz für Frauen-Schwimmsport im Jahr 2022 bei, ein Jahr bevor sie Vollmitglied wurden.

4Die Football-Mannschaft der Temple Owls gehörte bereits zwischen 1991 und 2004 der alten Big East an und kehrte 2012 dorthin zurück. 2013 zogen die anderen Sportmannschaften nach.

5Wichita State hat keine Football-Mannschaft.

### Assoziierte Mitglieder
| Universität                            | Ort                  | Teamname        | gegründet | Sportart                              | in AAC seit | Main-Conference | Trägerschaft | Studenten |
| -------------------------------------- | -------------------- | --------------- | --------- | ------------------------------------- | ----------- | --------------- | ------------ | --------- |
| U.S. Military Academy (Army)           | West Point (NY)      | Black Knights   | 1802      | American Football                     | 2024        | Patriot         | staatlich    | 4.294     |
| Florida International University (FIU) | University Park (FL) | Panthers        | 1965      | Fußball (Männer)Schwimmsport (Frauen) | 2022        | CUSA            | staatlich    | 58.064    |
| James Madison University               | Harrisonburg (VA)    | Dukes           | 1908      | Lacrosse (Frauen)                     | 2022        | Sun Belt        | staatlich    | 23.384    |
| James Madison University               | Harrisonburg (VA)    | Dukes           | 1908      | Schwimmsport (Frauen)                 | 2025        | Sun Belt        | staatlich    | 23.384    |
| Liberty University                     | Lynchburg (VA)       | Lady Flames1    | 1971      | Schwimmsport (Frauen)                 | 2025        | CUSA            | privat       | 95.1482   |
| Marshall University                    | Huntington (WV)      | Thundering Herd | 1837      | Schwimmsport (Frauen)                 | 2025        | Sun Belt        | staatlich    | 11.962    |
| Missouri State University              | Springfield (MO)     | Bears           | 1905      | Fußball (Männer)                      | 2025        | CUSA            | staatlich    | 23.418    |
| U.S. Naval Academy (Navy)              | Annapolis (MD)       | Midshipmen      | 1845      | American Football                     | 2015        | Patriot         | staatlich    | 4.576     |
| Old Dominion University                | Norfolk (VA)         | Monarchs        | 1930      | Lacrosse (Frauen)                     | 2020        | Sun Belt        | staatlich    | 24.670    |
| Vanderbilt University                  | Nashville (TN)       | Commodores      | 1873      | Lacrosse (Frauen)                     | 2018        | SEC             | privat       | 12.686    |

1 Liberty verwendet den Spitznamen „Flames“ für Männerteams und „Lady Flames“ für Frauenteams.

2 Beinhaltet Online-Studenten. Auf dem Campus sind etwa 16.000 Studierende eingeschrieben.

### Ehemalige Mitglieder
| Universität                         | Ort                | Teamname        | gegründet | von                      | aus         | bis  | nach                   | Trägerschaft |
| ----------------------------------- | ------------------ | --------------- | --------- | ------------------------ | ----------- | ---- | ---------------------- | ------------ |
| University of Cincinnati            | Cincinnati (OH)    | Bearcats        | 1819      | 2005                     | CUSA        | 2023 | Big 12                 | staatlich    |
| University of Houston               | Houston (TX)       | Cougars         | 1927      | 2013                     | CUSA        | 2023 | Big 12                 | staatlich    |
| University of Louisville            | Louisville (KY)    | Cardinals       | 1798      | 2005                     | CUSA        | 2014 | ACC                    | staatlich    |
| Rutgers University                  | New Brunswick (NJ) | Scarlet Knights | 1766      | 1991 (Football)          | Independent | 2014 | Big Ten                | staatlich    |
| Rutgers University                  | New Brunswick (NJ) | Scarlet Knights | 1766      | 1995 (andere Sportarten) | A-10        | 2014 | Big Ten                | staatlich    |
| Southern Methodist University (SMU) | Dallas (TX)        | Mustangs        | 1911      | 2013                     | CUSA        | 2024 | ACC                    | privat       |
| University of Central Florida (UCF) | Orlando (FL)       | Knights         | 1963      | 2013                     | CUSA        | 2023 | Big 12                 | staatlich    |
| University of Connecticut (UConn)   | Storrs (CT)        | Huskies         | 1881      | 1979                     | Independent | 2020 | Big East               | staatlich    |
| University of Connecticut (UConn)   | Storrs (CT)        | Huskies         | 1881      | 1979                     | Independent | 2020 | Independent (Football) | staatlich    |

## Spielstätten der Conference
| Universität      | Footballstadion                    | Kapazität                 | Basketballstadion                                  | Kapazität                                      |
| ---------------- | ---------------------------------- | ------------------------- | -------------------------------------------------- | ---------------------------------------------- |
| Army             | Michie Stadium                     | 38.000                    | Mitglied nur im Football Siehe: Patriot League     | Mitglied nur im Football Siehe: Patriot League |
| Charlotte        | Jerry Richardson Stadium           | 15.000                    | Dale F. Halton Arena                               | 9.105                                          |
| East Carolina    | Dowdy–Ficklen Stadium              | 50.000                    | Williams Arena at Minges Coliseum                  | 8.000                                          |
| Florida Atlantic | FAU Stadium                        | 29.571                    | Eleanor R. Baldwin Arena                           | 2.900                                          |
| Memphis          | Simmons Bank Liberty Stadium       | 59.308                    | FedExForum (Männer) Elma Roane Fieldhouse (Frauen) | 18.119 2.565                                   |
| Navy             | Navy-Marine Corps Memorial Stadium | 34.000                    | Mitglied nur im Football Siehe: Patriot League     | Mitglied nur im Football Siehe: Patriot League |
| North Texas      | DATCU Stadium                      | 30.850                    | UNT Coliseum                                       | 10.033                                         |
| Rice             | Rice Stadium                       | 47.000                    | Tudor Fieldhouse                                   | 5.208                                          |
| South Florida    | Raymond James Stadium              | 65.908                    | Yuengling Center                                   | 10.411                                         |
| Temple           | Lincoln Financial Field            | 68.532                    | Liacouras Center McGonigle Hall (Frauen)1          | 10.206 3.900                                   |
| Tulane           | Yulman Stadium                     | 30.000                    | Devlin Fieldhouse                                  | 3.600                                          |
| Tulsa            | H. A. Chapman Stadium              | 30.000                    | Reynolds Center                                    | 8.365                                          |
| UAB              | Protective Stadium                 | 47.100                    | Bartow Arena                                       | 8.508                                          |
| UTSA             | Alamodome                          | 36.5822                   | Convocation Center                                 | 4.080                                          |
| Wichita State    | Keine Football-Mannschaft          | Keine Football-Mannschaft | Charles Koch Arena                                 | 10.506                                         |

1 Temple spielt sowohl im Liacouras Center als auch in der McGonigle Hall Basketball-Heimspiele für Frauen.

2 Standardkapazität für Football; erweiterbar auf 65.000.